# Крыжановский, Иван Иванович
Иван Иванович Крыжановский (8 марта 1867, Киев — 9 декабря 1924, Ленинград) — российский физиолог, композитор и музыковед.

## Биография
Учился игре на скрипке у Отакара Шевчика в Киеве. Получил медицинское образование, доктор медицины (1909). С 1901 г. работал в Санкт-Петербургском медицинском институте, в том числе под руководством И. П. Павлова. Изучал, в частности, физиологические аспекты музыкальной деятельности, читал специальные курсы в этой области, в 1922 г. опубликовал монографию «Физиологические основы фортепианной техники». Итоговый труд Крыжановского «Биологические основы развития музыки» остался по-русски в рукописи, однако выполненный с этой рукописи С. У. Прингом перевод был опубликован в 1928 г. издательством Оксфордского университета (англ. The biological bases of the evolution of music).
В 1900 г. Крыжановский окончил Санкт-Петербургскую консерваторию по классу композиции Н. А. Римского-Корсакова, входил в Беляевский кружок. Из его немногочисленных сочинений М. Монтегю-Натан выделял сонату для скрипки и фортепиано; критик «Нью-Йорк Таймс», отзываясь на исполнение Александром Шмулером скрипичной Баллады Крыжановского, отмечал, что она содержит интересные музыкальные идеи, заслуживавшие лучшей обработки. Крыжановский также выступал в качестве музыкального критика.
Под руководством Крыжановского занимался теорией музыки Николай Мясковский, посвятивший ему свою Первую симфонию, op. 3 (1908).